# Joyce Outshoorn
Joyce Outshoorn (1944) is een Nederlandse feministe en emeritus hoogleraar vrouwenstudies.
Ze studeerde politieke wetenschappen en hedendaagse geschiedenis aan de Universiteit van Amsterdam, waar ze in 1972 afstudeerde. Ze promoveerde in 1986 aan de Vrije Universiteit van Amsterdam op het proefschrift De politieke strijd rondom de abortuswetgeving in Nederland 1964-1988.
In 1987 werd ze universitair hoofddocent politieke wetenschappen aan de Universiteit van Amsterdam en in 1999 hoogleraar vrouwenstudies in Leiden.
Ze bekleedde verschillende functies die samenhingen met haar onderzoek zoals het voorzitterschap van Nederlands Onderzoekschool Vrouwenstudies (1992-2000), en het redacteurschap van de Public Administration Review, het European Journal of Women's Studies en het Tijdschrift voor Genderstudies.
Haar onderzoek heeft betrekking op de vrouwenbeweging, abortus, prostitutiebeleid en beleid rond ongelijkheid tussen mannen en vrouwen. 
Naast haar academische werk is Outshoorn vanaf 1970 actief geweest in de vrouwenbeweging, schreef ze veel populaire artikelen en leverde ze bijdragen aan radio- en tv-uitzendingen. Ze was medeoprichter van de  Feministische Uitgeverij Sara. Zij was tevens lid van enkele overheidscommissies betreffende gendergelijkheid.
In 2009 ontving zij (met Joni Lovenduski) de Career Achievement Award van de ECPR (European Consortium of Political Research) Standing Group on Gender and Politics.